# Poeta muerto llevado por un centauro
Poeta muerto llevado por un centauro es una acuarela de Gustave Moreau de c. 1890, realizada poco después de la muerte de su amante Alexandrine Dureux, que representa una reflexión sobre la dualidad del hombre y el destino reservado a los artistas. Actualmente se encuentra en el Museo Nacional Gustave Moreau de París.

## Historia
Esta acuarela se fecha generalmente alrededor de 1890. Fue realizada poco después de la muerte de Alexandrine Dureux. André Breton, admirador de Gustave Moreau, poseía una copia titulada Centauro y ninfa.

## Interpretación
Moreau representa aquí uno de sus temas favoritos: el poeta. Pero este poeta es anónimo; ya no es el Orfeo de su cuadro de 1865, ni siquiera Safo. Se trata, de hecho, de una reflexión sobre la dualidad de la naturaleza humana, donde el poeta simboliza la parte espiritual y el centauro la parte material. También es una reflexión pesimista sobre el destino reservado a los artistas; así, como Ary Renan:

"Cuántos perecieron sin funeral en el fondo de los barrancos solitarios. Ciertamente, sucede que un centauro caritativo acoge a la víctima y piensa, en su corazón sencillo, que el hombre estaba loco; pero el olvido, como agua estancada, los sepulta a la mayoría".

 
La naturaleza corresponde con el evento ya que el sol se pone al mismo tiempo que muere el poeta.